# 국민볼셰비즘
국민볼셰비즘 또는 민족볼셰비즘(독일어: Nationalbolschewismus, 러시아어: национал-большевизм)은 내셔널리즘(특히 러시아의 내셔널리즘)과 볼셰비즘을 융합시킨 정치 사상으로, 전체주의의 일종이다. 민족중심주의와 신스탈린주의, 반자본주의가 합쳐진 사상으로 간주된다. 이런 특징 때문에 극우나 극좌라기 보단 제3의 위치로 분류된다.

## 이념
국민볼셰비즘은 전통적인 국민주의자들이 간과했던 계급문제와 기존의 공산주의자들이 등한시했던 국민성-민족성 문제를 통합하려는 시도로 발생하였다. 이들은 대외적으로는 외부의 간섭으로부터 국민국가로서의 자주성을 보호하고, 내부적으로는 프롤레타리아가 중심이 되는 공산주의 국가를 건설하는 것을 목적으로 삼는다.
이러한 공통점을 제외하고는 국민 볼셰비키는 사상적으로 하나로 정의할 수 없을 만큼 폭이 넓다. 가령 이들 중에는 공산주의에 도달하기 위한 수단으로서 민족주의를 긍정하는 이들이 있는 반면, 역으로 민족주의를 바탕에 두고 민족문화를 보존-발전시키기 위해 볼셰비즘의 이데올로기를 받아들이는 이들도 있다.
전자의 경우 스탈린과 마오쩌둥, 호치민, 김일성 등을 숭배하는 전통적인 스탈린주의자의 모습을 보이지만 후자의 경우는 파시즘과도 접점이 있고, 아돌프 히틀러와 무솔리니 그리고 프랑코 등의 지도자를 옹호하기도 한다.

## 역사

러시아 국민볼셰비키당의 기

### 국민 볼셰비즘의 기원
국민볼셰비즘의 역사를 이해하기 위해서는 독일의 국민주의 운동에 대한 개괄적인 이해가 필요하다. 독일 국민주의는 나폴레옹의 독일 침략에 대한 반동으로 일어난 것으로, 프랑스 대혁명이 내세운 근대적 가치들(경제적으로는 자본주의와 사회주의, 사회적으로는 천부인권과 자유민주주의)이 유입되는 것을 외세의 개입으로 이해하고  적극적으로 반대했다. 그러나 제1차 세계 대전 이후, 기존의 입장을 고수해서는 막대한 기술력과 군사력으로 무장한 제국주의 국가들로부터 스스로를 보호 할 수 없다는 것을 깨달은 이들은, 근대문명을 일부 수용하면서도 독일 국민성의 전통을 보호할 수 있는 방법을 모색하기 시작했다. 이런 상황에서 우익 지식인들을 중심으로 전체주의 담론이 유행하기 시작했는데 이런 이데올로기의 핵심은 독일 국민주의에 사회주의를 결합한 내용이 거의 대부분이었다. 국민볼셰비즘은 에른스트 니키쉬를 중심으로 소련에 기대를 품고 있었던 지식인들에 의해 고안된 이데올로기로, 이들은 마르크스의 변증법적 유물론과 공산주의 이념을 거부하면서 소련을 개인주의나 민주주의와 같은 자유민주주의적 가치에 저항하는 세력으로서 옹호하였다. 국민볼셰비키들은 독일이 소련과 손을 잡고 자유주의에 대항해야 한다고 목소리를 높였으나, 나치가 집권하고 히틀러가 반슬라브 정책을 내세워 이들을 탄압하면서 사실상 소멸되었다.
강력한 정치조직이 부재했던 독일의 국민 볼셰비키들은 중 일부는 히틀러 집권기에 반(反)나치 저항운동에 투신하기도 했으나, 많은 경우 별다른 성과를 내지 못하고 와해되었다.
전후 국민 볼셰비키의 아버지로 불리는 에른스트 니키쉬를 비롯한 일부 세력은 동독의 건국에 참여하기도 했다.

### 러시아의 국민 볼셰비즘
러시아의 국민 볼셰비즘은 러시아 내전과 볼셰비키가 권력을 장악한 이후 정권 안정을 위해 행사한 반혁명적 타협에 그 기원이 있다. 레닌은 새롭게 형성된 소련을 안정시키기 위해 민족주의자들에게 전략적 양보를 했고, 그 결과로 많은 백색 세력이 볼셰비키에 들어온다. 당시 붉은 군대의 130,000여명의 장교 중 절반이 전 차르 운동가였다. 차르 운동가와 검은 백인단은 볼셰비즘을 그들의 민족주의적 목적을 위해 사용될 수 있다고 믿었으며, 볼셰비키가 러시아를 다시 위대하게 만들어 줄 수 있다고 믿었다.

### 전후 국민 볼셰비즘의 부활
제2차 세계대전 이후, 국민 볼셰비즘에 대한 담론이 본격적으로 활기를 띄게 된 것은 1950-60년대의 서유럽 사회였다. 당시 프란시스 파커 요키(Francis Parker Yockey), 장 티리아트(jean thiriart), 프랑코 프레다(Franco Freda)와 같은 파시스트 지식인들은, 글로벌 자본주의에 대항하기 위한 방법으로써 전통적인 좌익과 우익의 대립을 허물고, 이들의 사상을 하나로 통합한 새로운 세계관을 제시하고자 했다. 그리고 그 귀결로 그들은 국민 볼셰비즘을 적극적으로 재평가하게 된다.
프란시스 파커 요키의 경우, 소련을 유대인의 영향 하에 있는 국가로 평가하면서도, 그 이면에는 러시아의 정신 속에 뿌리박은 전통적이고 반(反)서구적인 문화유산이 러시아를 추동하고 있다고 보고, 우익 지식인으로서는 극히 드물게 소련에 대한 재평가를 시도하기도 했다.
배타적 민족주의를 넘어 유럽의 통합을 구상했던 그의 사상은 장 티리아트의 문제의식과도 맞닿아 있다. 벨기에 출신의 정치활동가였던 장 티리아트는 범유럽주의, 더 나아가 유라시아주의를 지향하면서 '마르크스 없는 유럽 공산주의(European communism without Marx)'를 대안으로 제시했다. 그의 사상은 흔히 '국민 공산주의(National Communism)'라고 규정된다.
프란시스 파커 요키, 장 티리아트와 함께 국민 볼셰비즘의 주요한 사상가로서 언급할 만한 인물 중에는 이탈리아의 프랑코 프레다도 있다.
<시스템의 붕괴, disintegrazione del sistema>라는 저서로 알려진 그는 좌익 혁명 운동의 열기가 뜨거웠던 60년대 활동했으며, 부르주아 질서를 총체적으로 파괴하기 위해 공산주의자와 아나키스트, 파시스트가 공동투쟁을 펼쳐야 한다고 주장했다. '나치 마오주의자(Nazi Maoist)'라고 불렸던 그는 마르크스주의와 공산주의를 분리해 파악하면서, 플라톤주의의 입장에 기초한 전통적이고 유기체적인, 권위주의적인 집산주의 국가를 '공산주의'의 이상적 모델로 제안했다.

## 현황
1991년 소비에트 연방이 붕괴된 이후, 러시아에서는 강한 국민감정을 가진 젊은이들을 중심으로 국민볼셰비키 운동이 부활하였다. 1992년에는 에두아르드 리모노프와 알렉산드르 두긴을 중심으로 국민볼셰비키당이 창당되었으며, 이들 단체는 블라디미르 푸틴 집권기에는 러시아에서 가장 큰 반체제 세력으로까지 성장했다. 현재는 당이 불법화되고 분열됨에 따라 세력은 상당히 미약해진 상황이다.
현재에는 러시아 이외에도 독일이나 프랑스 등지에서 국민볼셰비키들이 활약하고 있으며, 심지어 이스라엘에도 국민볼셰비키당이 존재하는 것으로 확인되었다.

## 관련 인물
- 에두아르드 리모노프
- 알렉산드르 두긴
- 에른스트 윙거
- 에른스트 니키쉬

## 같이 보기
- 제3의 위치
- 유라시아주의
- 볼셰비키
- 국민볼셰비키당
- 흑색전선
- 좌익 파시즘
- 주체사상